# إي إيه أس أس واي
قالب:Infobox Submarine communications cable
نظام الكابلات البحرية لشرق أفريقيا (EASSy) هو نظام كابلات الألياف الضوئية تحت البحر ويربط البلدان في شرق أفريقيا ببقية العالم.
يمتد إي إيه أس أس واي من متونزيني في جنوب أفريقيا إلى بورتسودان في السودان مع نقاط هبوط في تسع دول مختلفة، وهو متصل بعشر دول غير ساحلية على الأقل لن تضطر بعد الآن إلى الاعتماد على الوصول إلى الإنترنت عبر الأقمار الصناعية لنقل خدمات الصوت والبيانات.
كان نظام إي إيه أس أس واي هو النظام ذو القدرة الأعلى في خدمة دول جنوب الصحراء الكبرى في أفريقيا حتى تشغيل نظام واكس. يحتوي على تكوين مكون من زوجين من الألياف بسعة تصميمية تزيد عن 10 تيرابت في الثانية (Tbit/s). وهو الأول الذي يوفر اتصال مباشر بين شرق أفريقيا وأوروبا / أمريكا الشمالية. إنه النظام الوحيد الذي يتمتع بالمرونة المضمنة من البداية إلى النهاية. يترابط نظام إي إيه أس أس واي مع العديد من شبكات الكابلات البحرية الدولية لتوفير الاتصال المباشر بأوروبا والأمريكتين وآسيا.
بدأ المشروع الذي يموله البنك الدولي جزئياً في يناير/كانون الثاني 2003 عندما قامت مجموعة من الشركات بدراسة مدى جدواه. ودخل الكابل الخدمة في 16 يوليو 2010 مع بدء الخدمة التجارية في 30 يوليو 2010.

## روابط خارجية
- الموقع الرسمي لـ EASSy
- WIOCC - أكبر مستثمر في EASSy
- عرض تقديمي حول EASSy قدمه إي. يونازي، سكرتارية مجتمع شرق إفريقيا